# Interstate 394
Pour les articles homonymes, voir Route 394.
L'Interstate 394 (I-394) est une autoroute auxiliaire ouest–est du Minnesota. Elle parcourt 9,8 miles (15,8 km) depuis l'I-494 dans les banlieues de Minneapolis jusqu'au centre-ville. À son terminus ouest, l'autoroute cesse d'exister comme I-394 mais se continue comme US 12. L'I-394 sert de liaison directe entre l'ouest de la région de Minneapolis-Saint Paul et le centre-ville de Minneapolis.

## Description du tracé
L'I-394 débute du côté ouest des Twin Cities, dans la banlieue de Minnetonka à l'échangeur avec l'I-494. À partir de là, l'I-394 entame un trajet de 9,5 miles (15,3 km) en direction du centre-ville de Minneapolis, où se trouve le terminus est à l'intersection avec 4th Street North.

## Liste des sorties
| Interstate 394                                                    |                                       |      |       |        |                                                   | |
| Comté                                                             | Municipalité                          | mi   | km    | Sortie | Intersections / Destinations                      | Notes |
| Hennepin                                                          | Minnetonka                            | 0,00 | 0,00  |        | US 12 ouest – Wayzata                             | Continue au-delà comme US 12                                                                              |
| Hennepin                                                          | Minnetonka                            | 0,00 | 0,00  | 1      | I-494 / Carlson Parkway / Linner Road             | Terminus ouest du multiplex avec US 12; indiqué sortie 1A (sud) et 1B (nord); sortie 19A-B de l'I-494     |
| Hennepin                                                          | Minnetonka                            | 0,75 | 1,20  | 1C     | CSAH 61 (Plymouth Road)                           | |
| Hennepin                                                          | Minnetonka                            | 1,34 | 2,15  | 1D     | Ridgedale Drive                                   | |
| Hennepin                                                          | Minnetonka                            | 1,94 | 3,12  | 2      | CSAH 73 (Hopkins Crossroad)                       | |
| Hennepin                                                          | Limite Golden Valley–Saint Louis Park | 2,95 | 4,74  | 3      | US 169 / General Mills Boulevard                  | |
| Hennepin                                                          | Limite Golden Valley–Saint Louis Park | 4,46 | 7,17  | 4      | Louisiana Avenue                                  | |
| Hennepin                                                          | Limite Golden Valley–Saint Louis Park | 5,93 | 9,54  | 5A     | Xenia Avenue / Park Place                         | |
| Hennepin                                                          | Limite Golden Valley–Saint Louis Park | 5,93 | 9,54  | —      | I-394 est (voies HOV / péage)                     | Voies HOV / péage qui deviennent une voie réversible HOV / péage                                          |
| Hennepin                                                          | Golden Valley                         | 5,93 | 9,54  | 5B     | MN 100 (en)                                       | |
| Hennepin                                                          | Golden Valley                         | 5,93 | 9,54  | —      | MN 100 (en) sud / South Frontage Road             | Sortie direction ouest, entrée direction est pour les voies HOV                                           |
| Hennepin                                                          | Golden Valley                         | 5,93 | 9,54  | —      | MN 100 (en) nord                                  | Sortie direction ouest, entrée direction est pour les voies HOV                                           |
| Hennepin                                                          | Minneapolis                           | 7,75 | 12,47 | 7      | CSAH 2 (Penn Avenue)                              | |
| Hennepin                                                          | Minneapolis                           | 8,39 | 13,50 | 8A     | Van White Memorial Boulevard / Dunwoody Boulevard | Sortie direction est, entrée direction ouest pour voies régulières et HOV                                 |
| Hennepin                                                          | Minneapolis                           |      |       | —      | I-94 / US 12 est / US 52 sud                      | Sortie direction est, entrée direction ouest pour les voies HOV                                           |
| Hennepin                                                          | Minneapolis                           | 8,67 | 13,95 | 8B     | I-94 / US 12 est / US 52 sud                      | Terminus est du multiplex avec US 12; sortie direction est, entrée direction ouest; sortie 231A de l'I-94 |
| Hennepin                                                          | Minneapolis                           |      |       | —      | I-394 ouest (voies HOV / péage)                   | Terminus est de la voie réversible HOV                                                                    |
| Hennepin                                                          | Minneapolis                           | 8,96 | 14,43 | 9A     | 12th Street North                                 | Sortie direction est, entrée direction ouest                                                              |
| Hennepin                                                          | Minneapolis                           | 9,19 | 14,78 | 9B     | 6th Street North / Ramp A / Ramp B                | Sortie direction est, entrée direction ouest; les rampes mènent à des stationnements intérieurs           |
| Hennepin                                                          | Minneapolis                           | 9,42 | 15,16 | 9C     | 3rd Avenue North / Washington Avenue              | Sortie direction est, entrée direction ouest                                                              |
| Hennepin                                                          | Minneapolis                           | 9,42 | 15,16 |        | 4th Street North / 3rd Street North               | Intersections à niveau                                                                                    |
| - Terminus de multiplex - Accès incomplet - Accès réservé aux HOV |                                       |      |       |        |                                                   | |